# Wipperfürther Rundweg

## Wipperfürther Rundweg
Der Wipperfürther Rundweg ist ein 46 Kilometer langer Rundwanderweg um die Stadt Wipperfürth.
Als Wegzeichen besitzt der Wanderweg einen Kreis  Ο , sechs Zugangswege führen vom Stadtzentrum zu dem Rundweg. Die Auffrischung der Wegzeichen erfolgt in regelmäßigen Abständen durch die Ortsabteilung Wipperfürth des Sauerländischen Gebirgsvereins.

## Etappen
Da der gesamte Weg für eine Tagestour i. A. zu lang ist, empfiehlt sich die Einteilung in folgende drei Etappen von ca. 16–20 km, bei denen gewährleistet ist, dass man auch mit öffentlichen Verkehrsmitteln gut den Startpunkt erreichen und den Zielpunkt wieder verlassen kann:
1. Etappe (ca. 20 km):
Hämmern – Bevertalsperre – Kreuzberg – Schevelinger Talsperre – Wasserfuhr – Klaswipper (Buslinie 336, Abfahrten etwa alle 60 min).
2. Etappe (ca. 14 km):
Klaswipper – Nagelsgaul – Oberdierdorf – Agathaberg – Graben – Thier (Buslinie 426, Abfahrten etwa alle 60 min).
3. Etappe (ca. 14 km):
Thier – Hof – Oberschwarzen – Wipperfeld – Kaplansherweg – Hämmern (Buslinie 336, Abfahrten etwa alle 60 min).

## Sehenswürdigkeiten
Der Weg berührt folgende Sehenswürdigkeiten:
- Bevertalsperre
- Kirchdorf Egen
- Kirche und Kloster in Kreuzberg
- Klaswipper
- Wupper
- Bodendenkmal ehem. Wasserburg Nagelsgaul
- Kirchdorf Agathaberg
- Kirchdorf in Thier
- Wipperfeld
- St.-Anna-Kirche in Hämmern

## Ansichten
Ansichten aus den 3 Etappen:

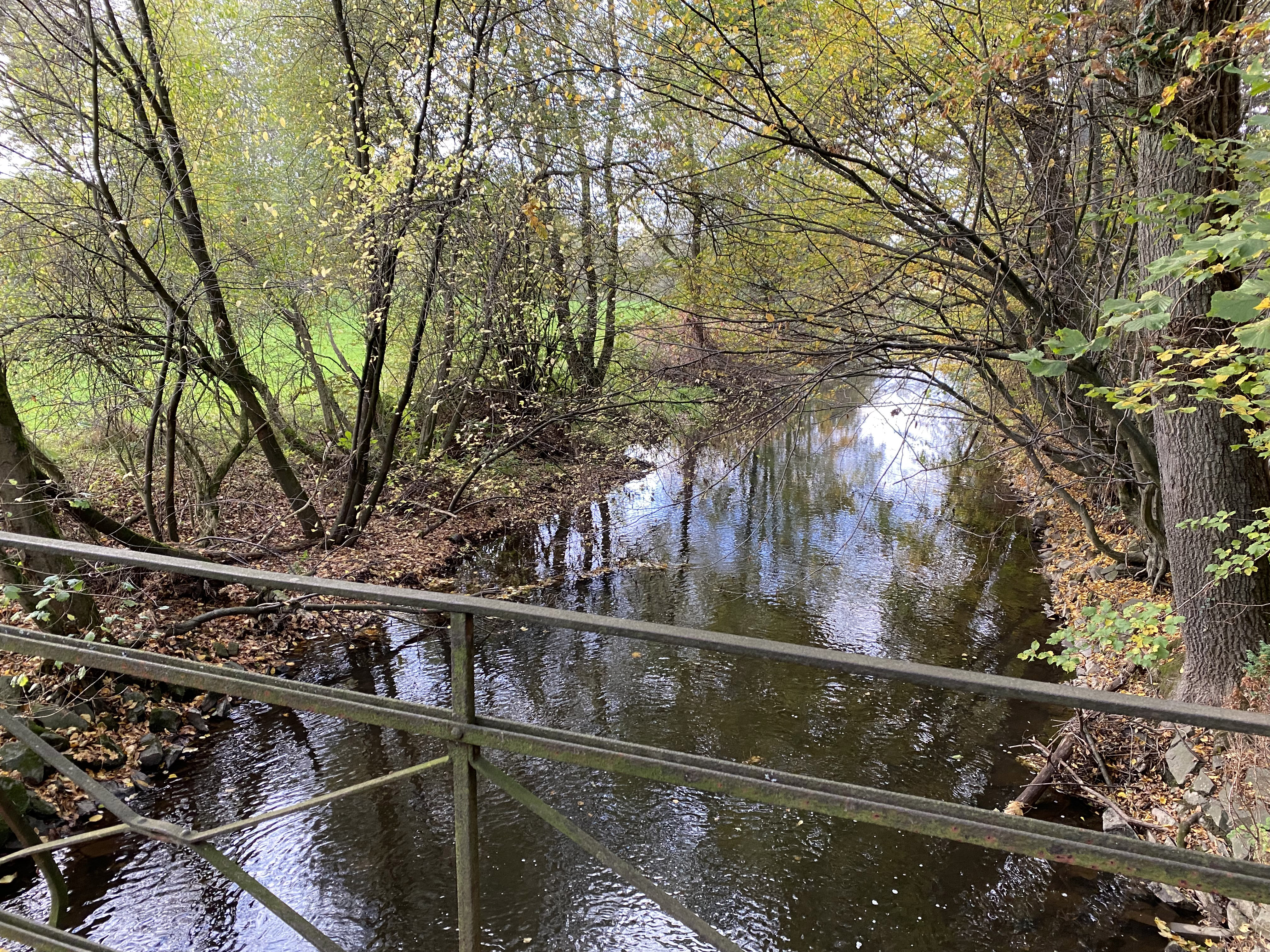
Steg über die Wupper bei Hämmern
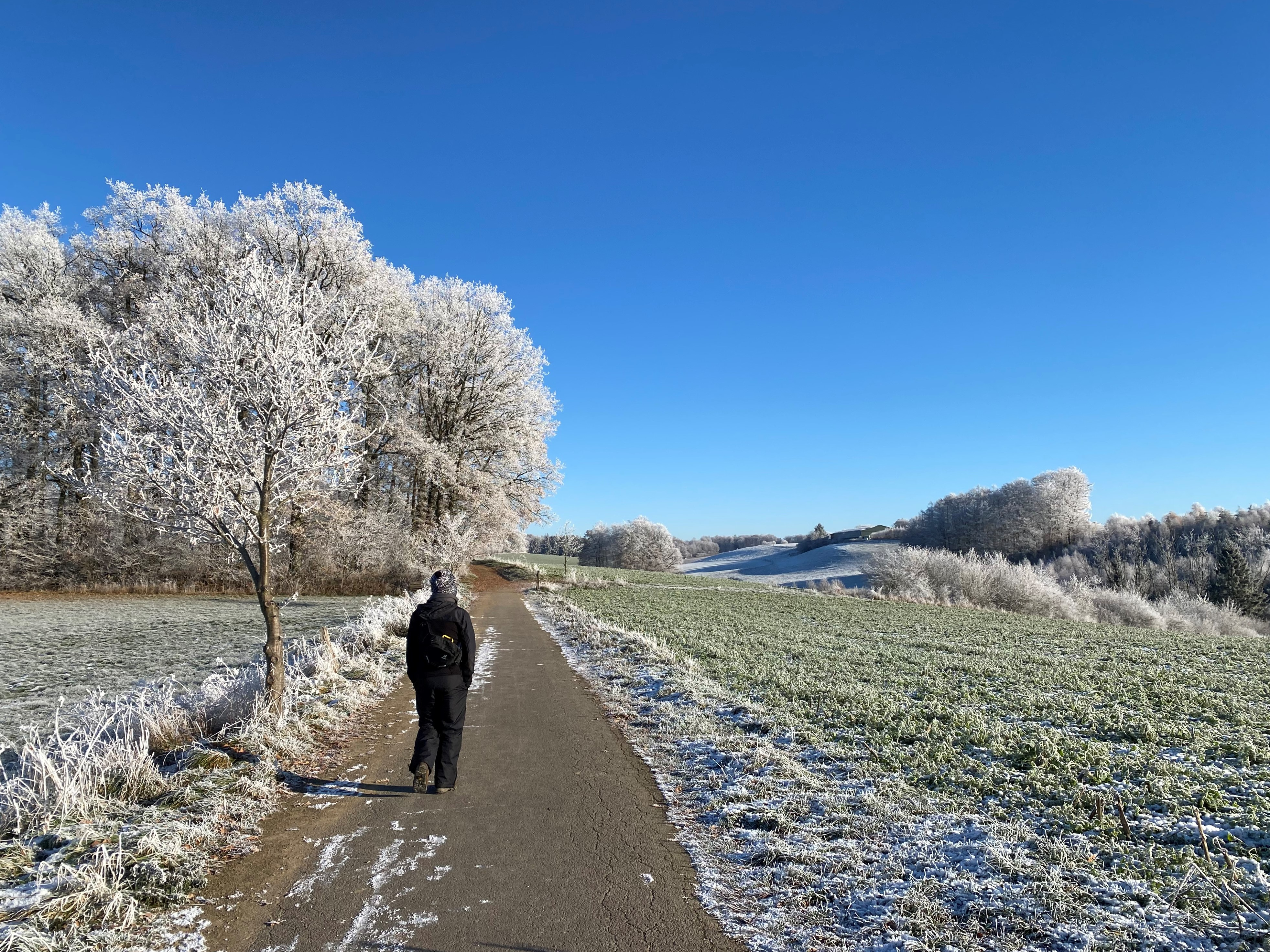
Von Elberhausen nach Niederlangenberg
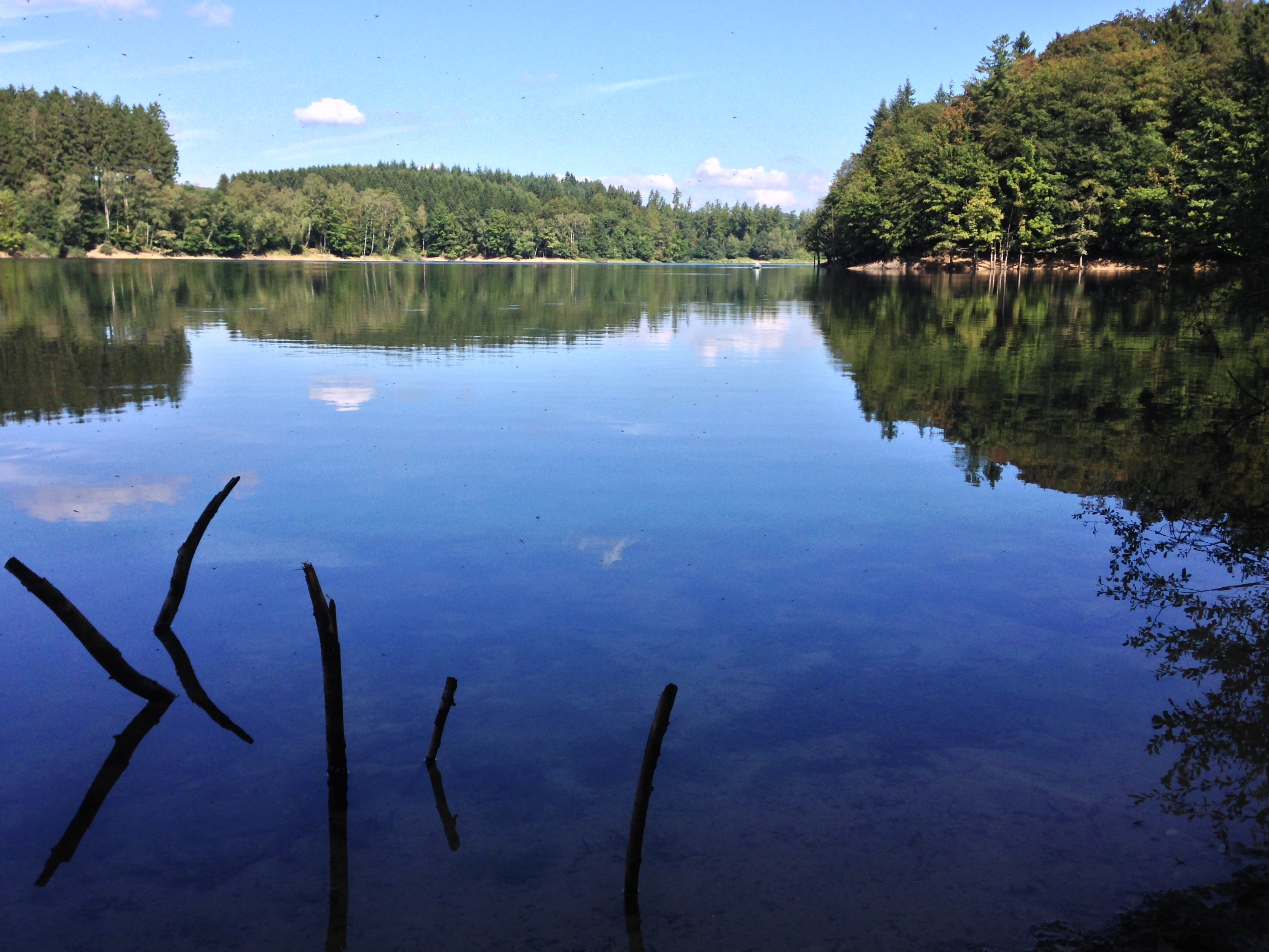
Bevertalsperre
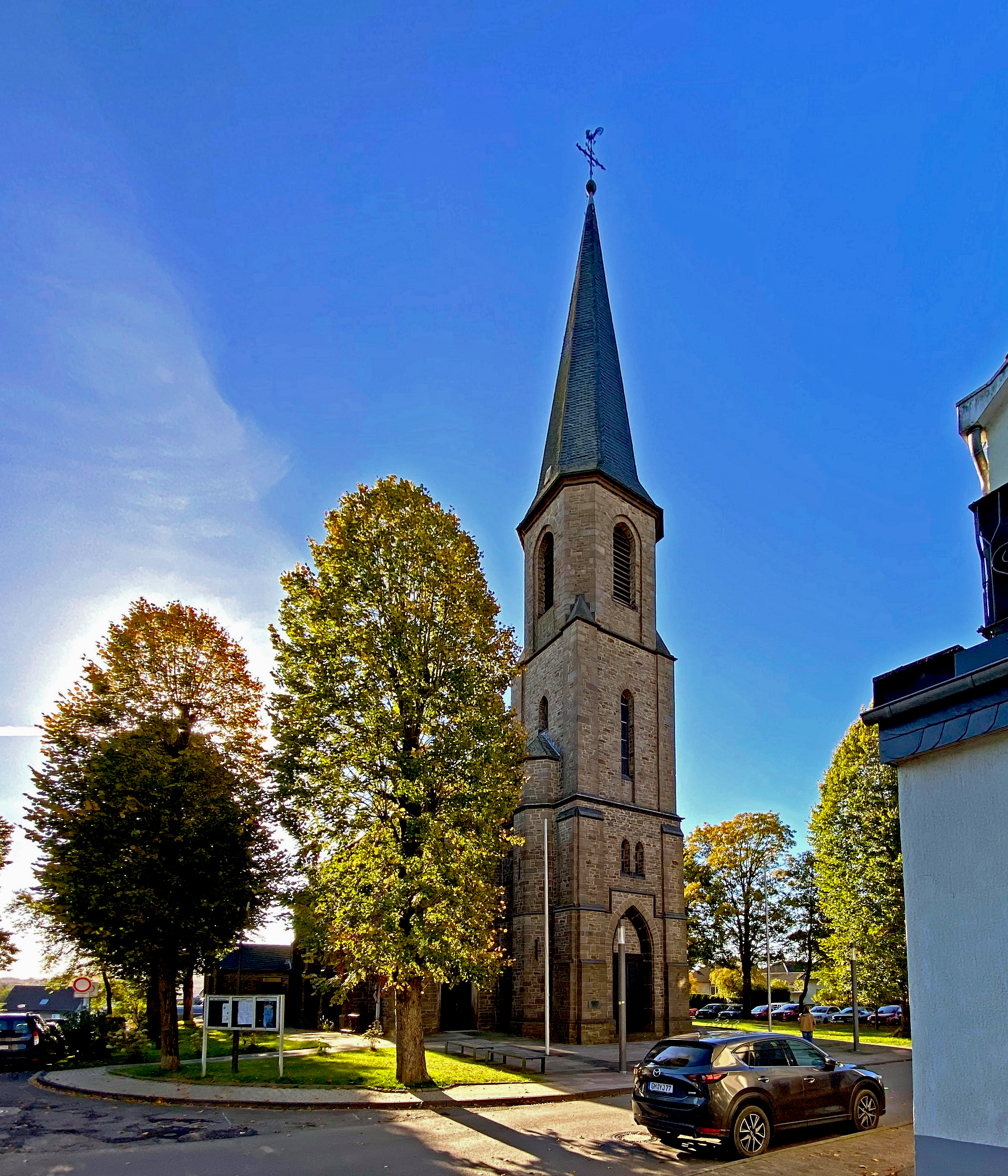
Kirche in Kreuzberg
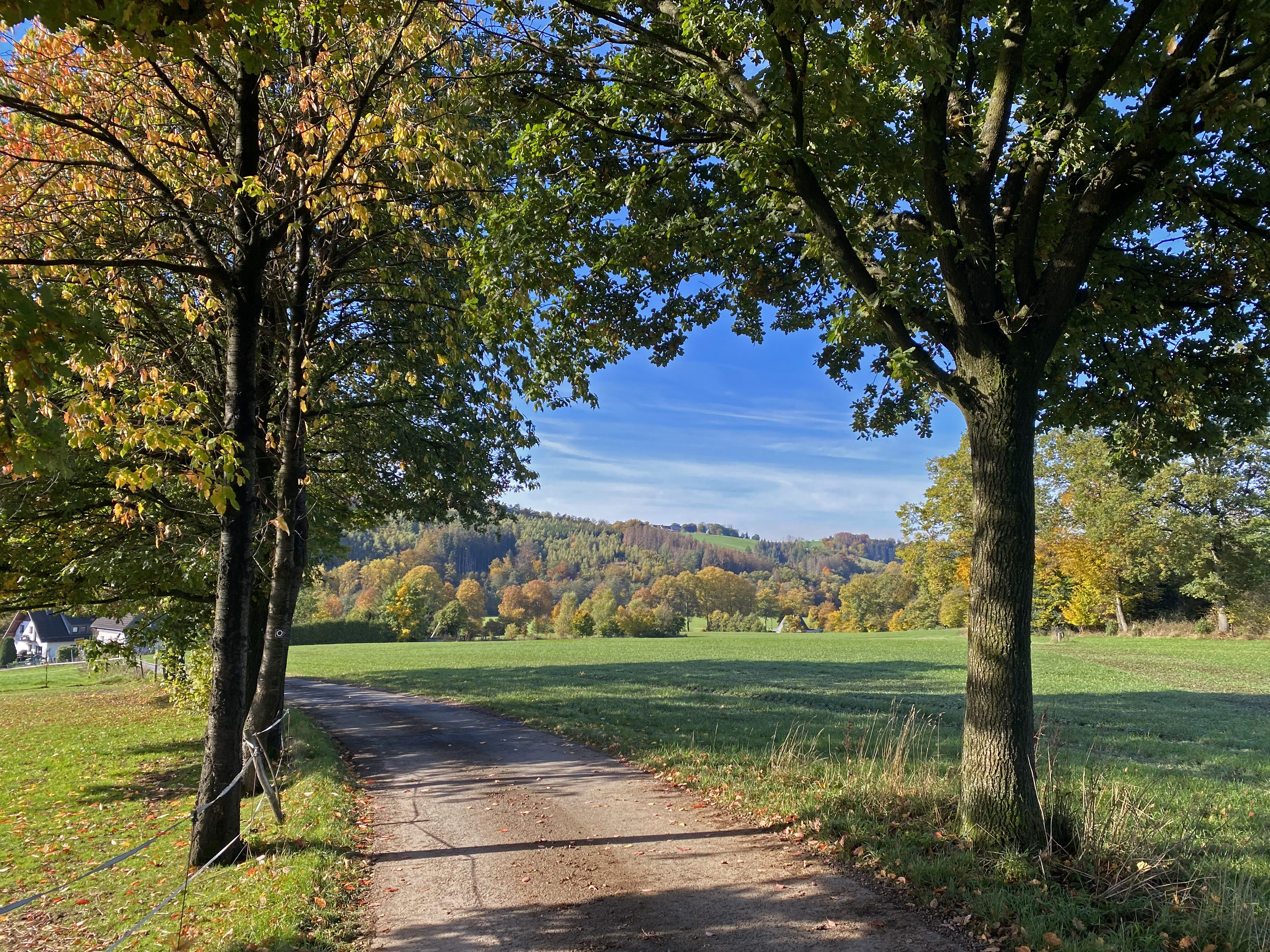
Weg von Kleinfastenrath nach Klaswipper
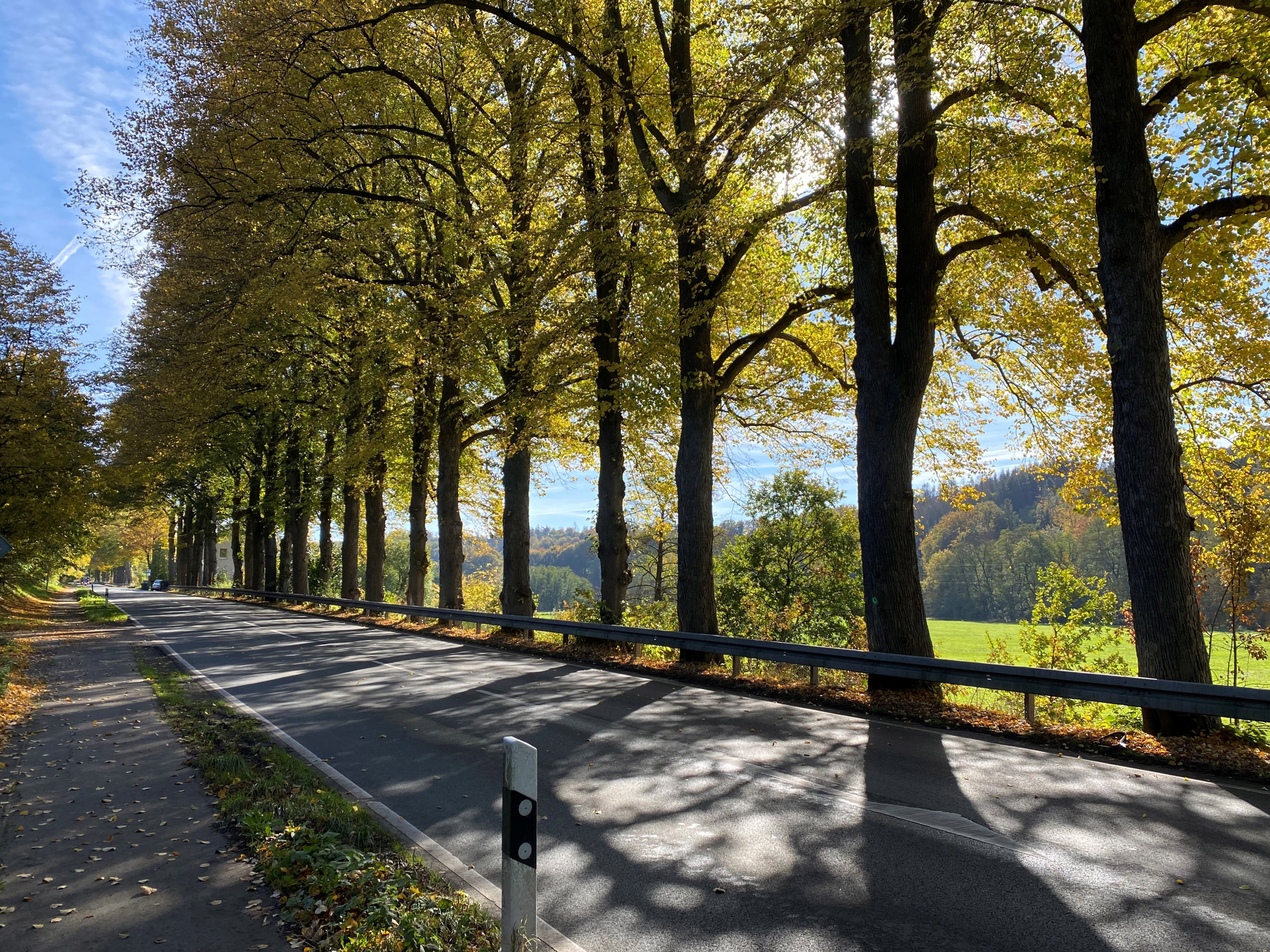
B 237 am NSG Wupperaue
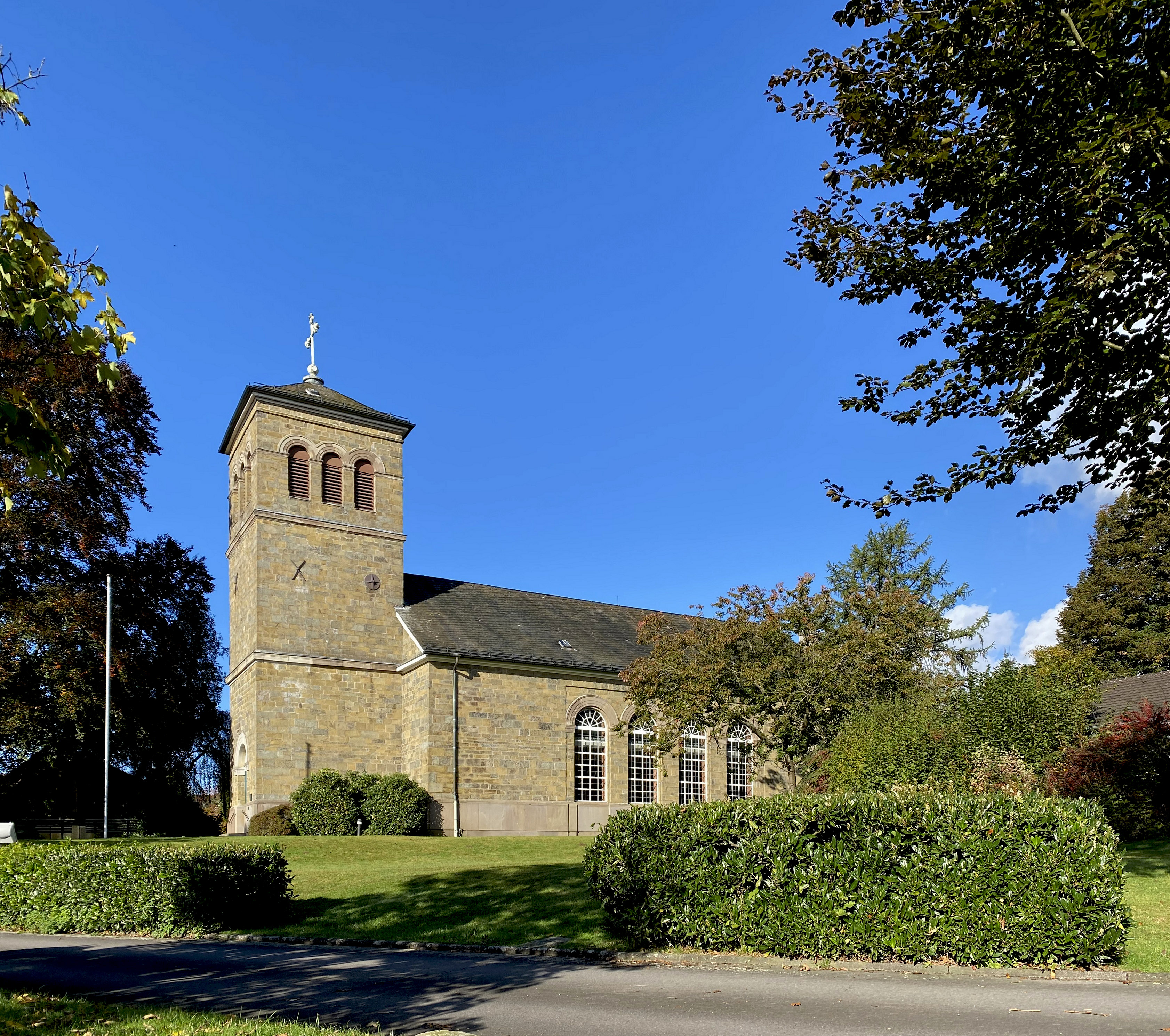
Evangelische Kirche Klaswipper
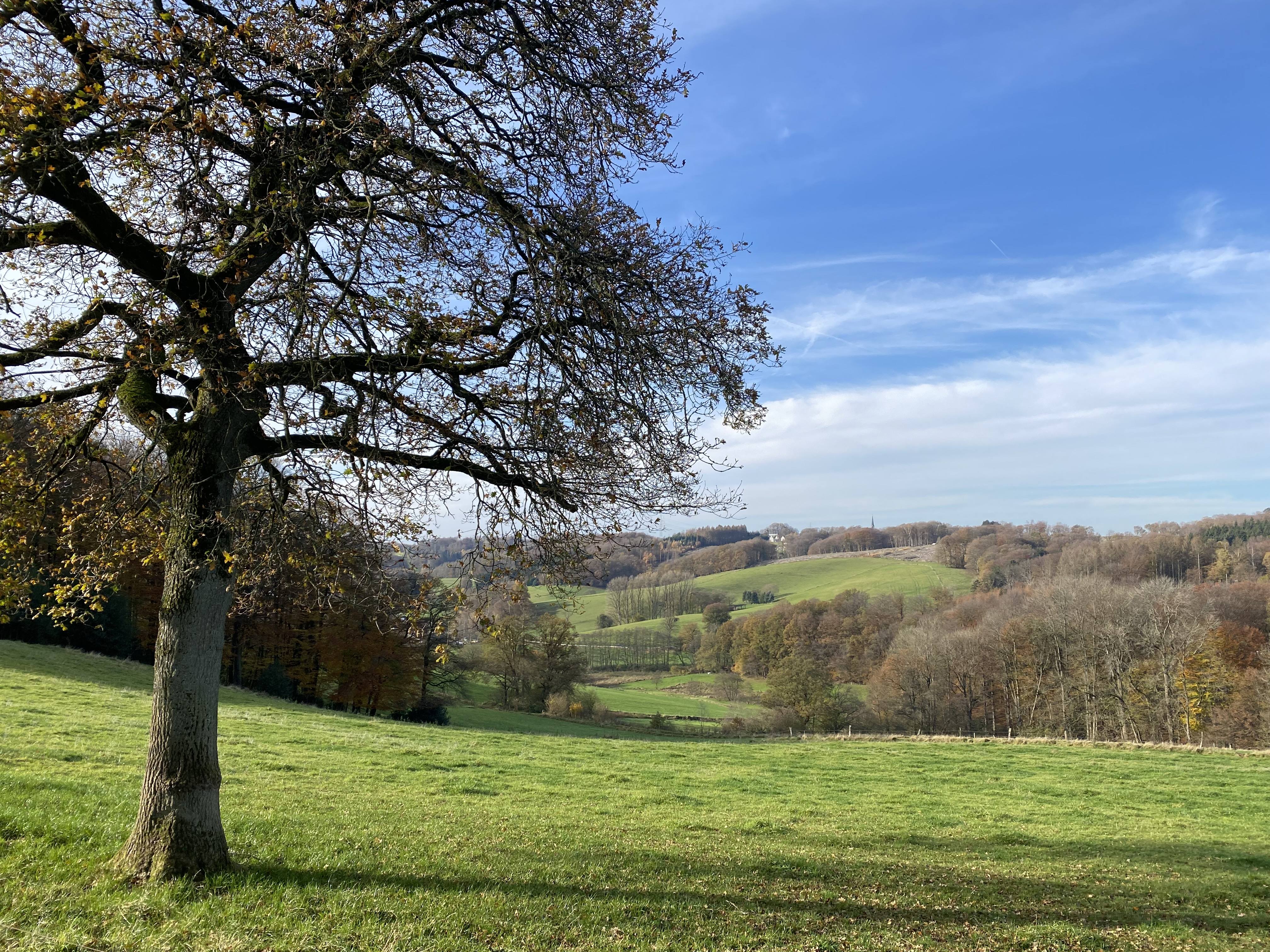
Blick vom Steinberg nach Agathaberg
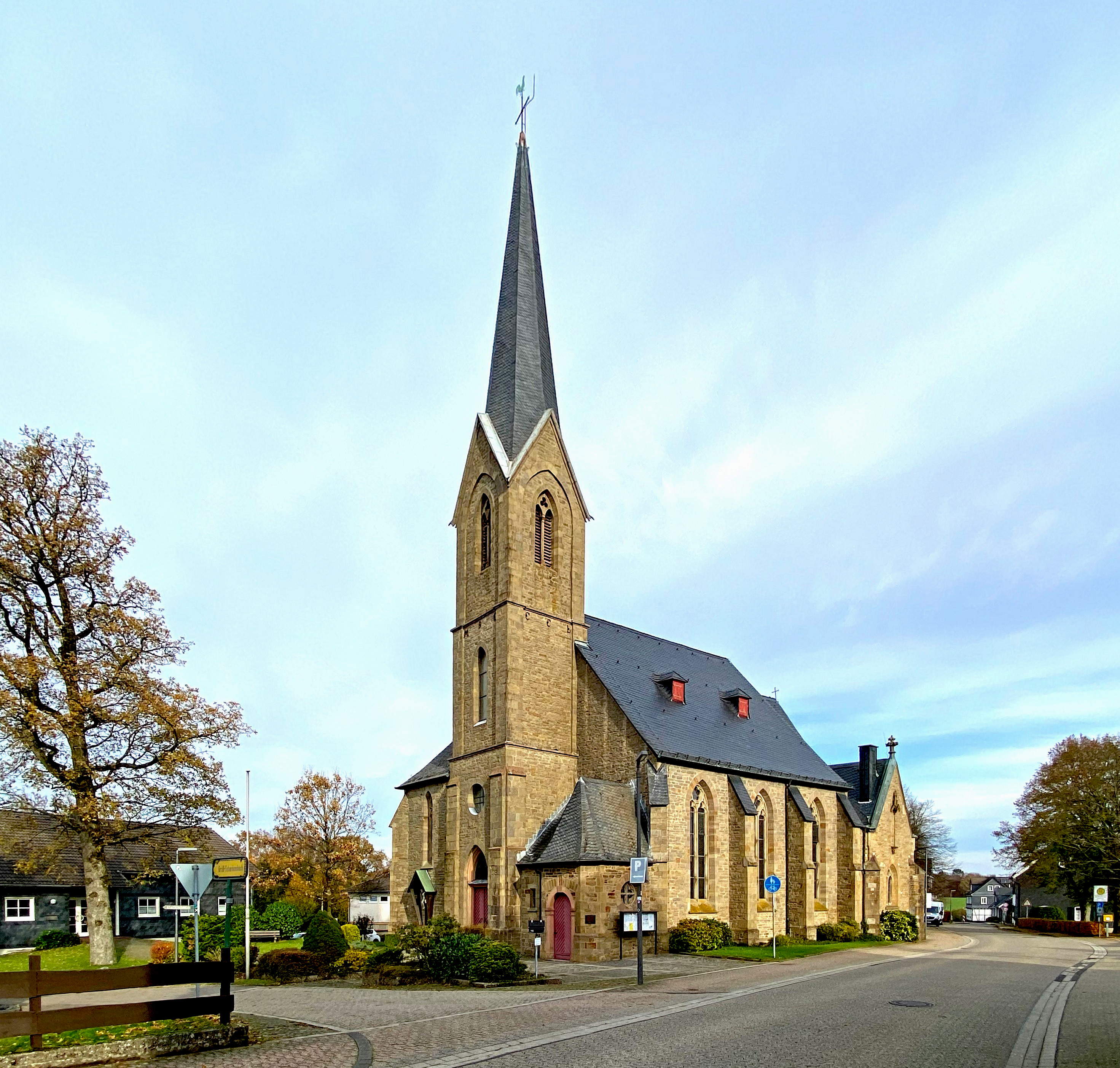
St. Agatha in Agathaberg
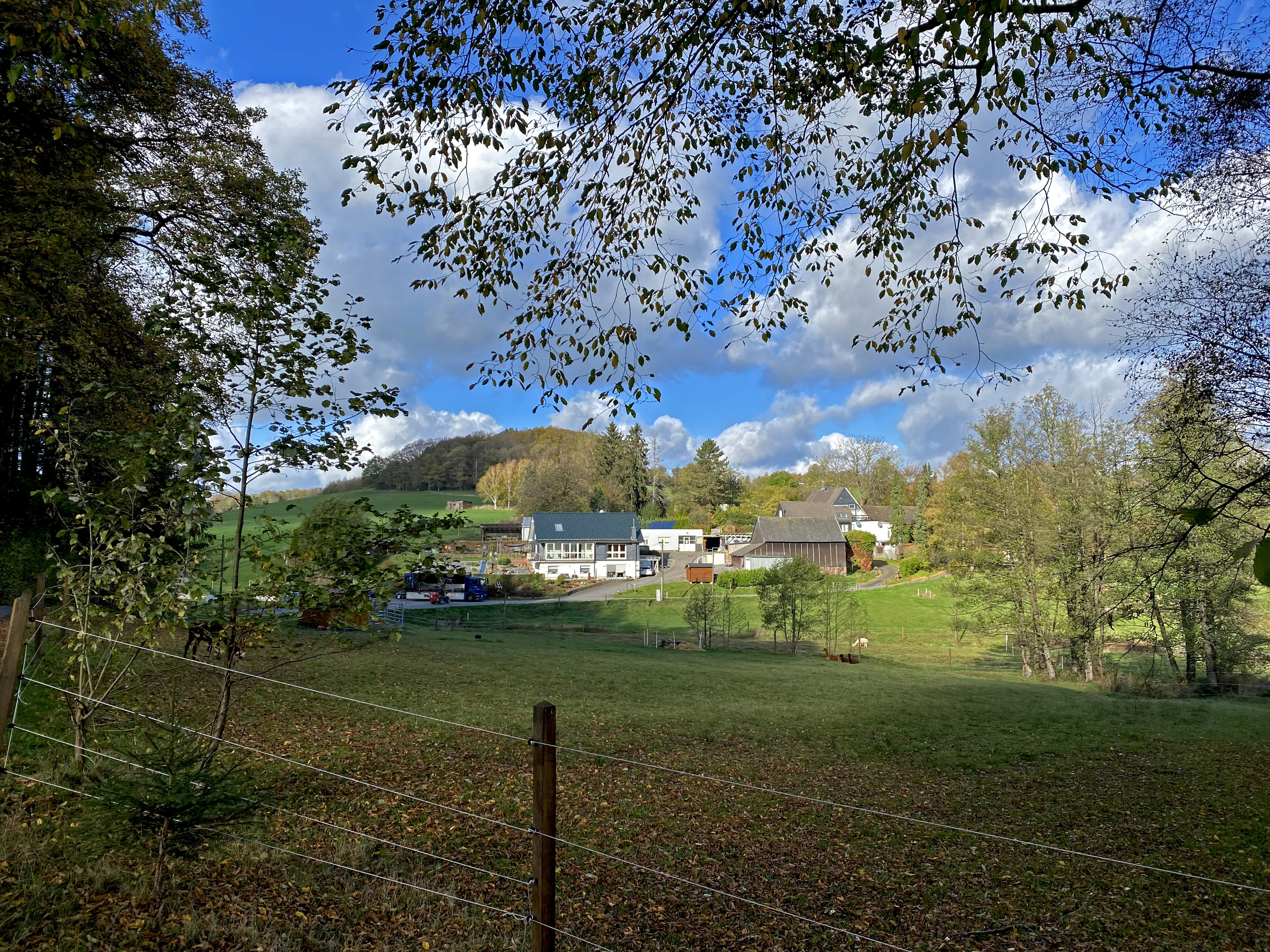
Fähnrichstüttem
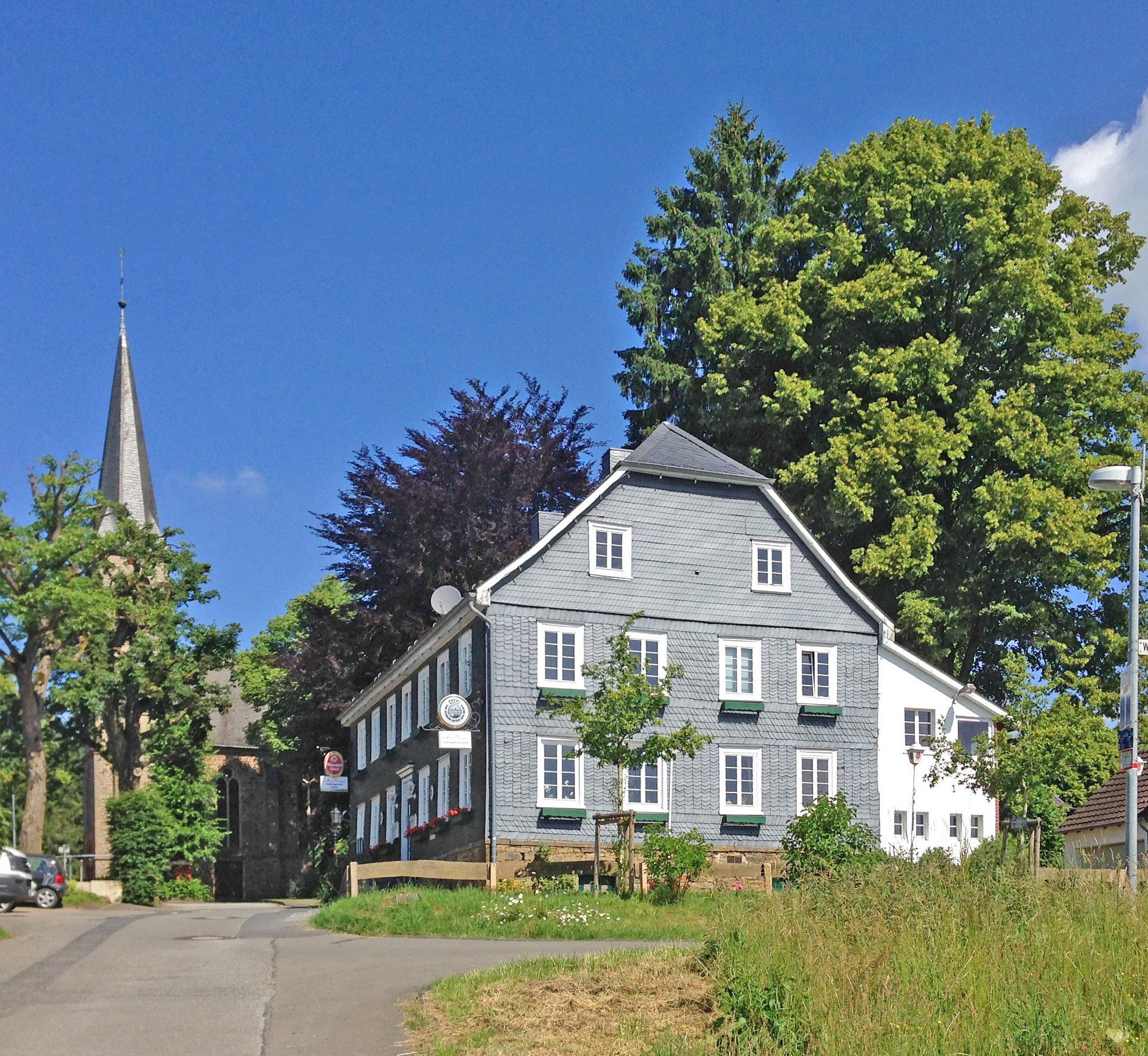
Kirchdorf Thier
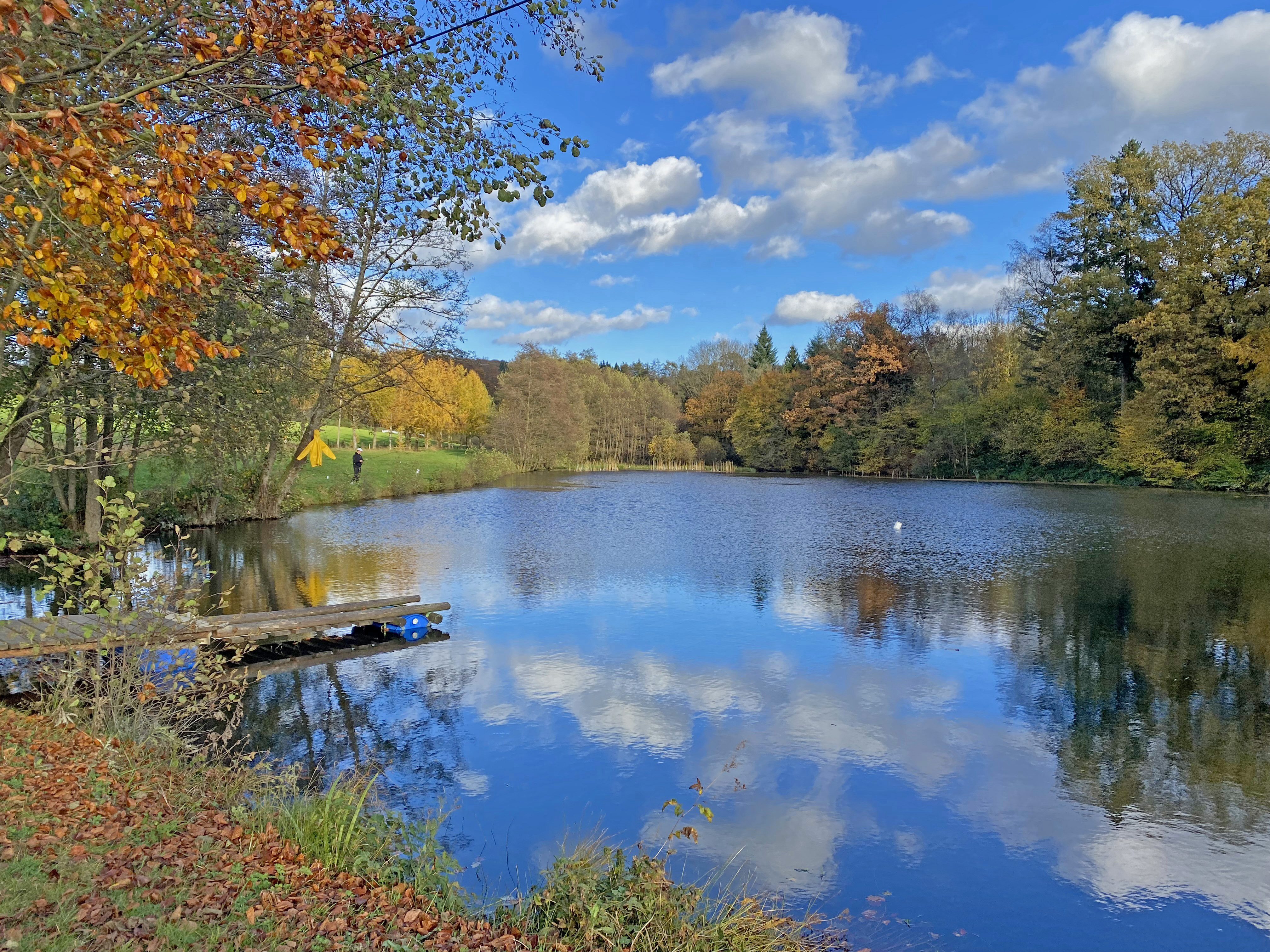
Angelteich bei Mittelschwarzen
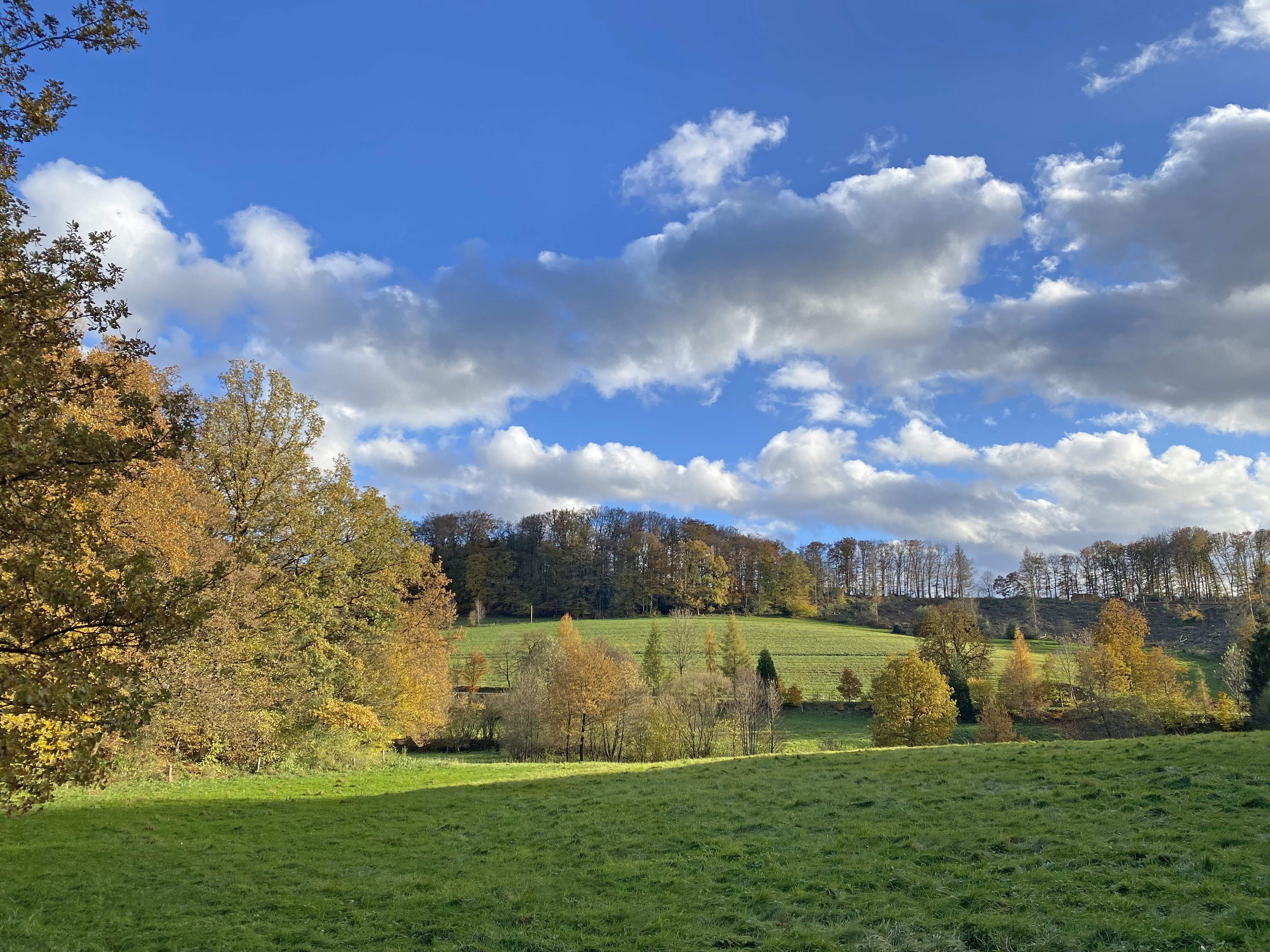
Schwarzenbachtal bei Mittelschwarzen
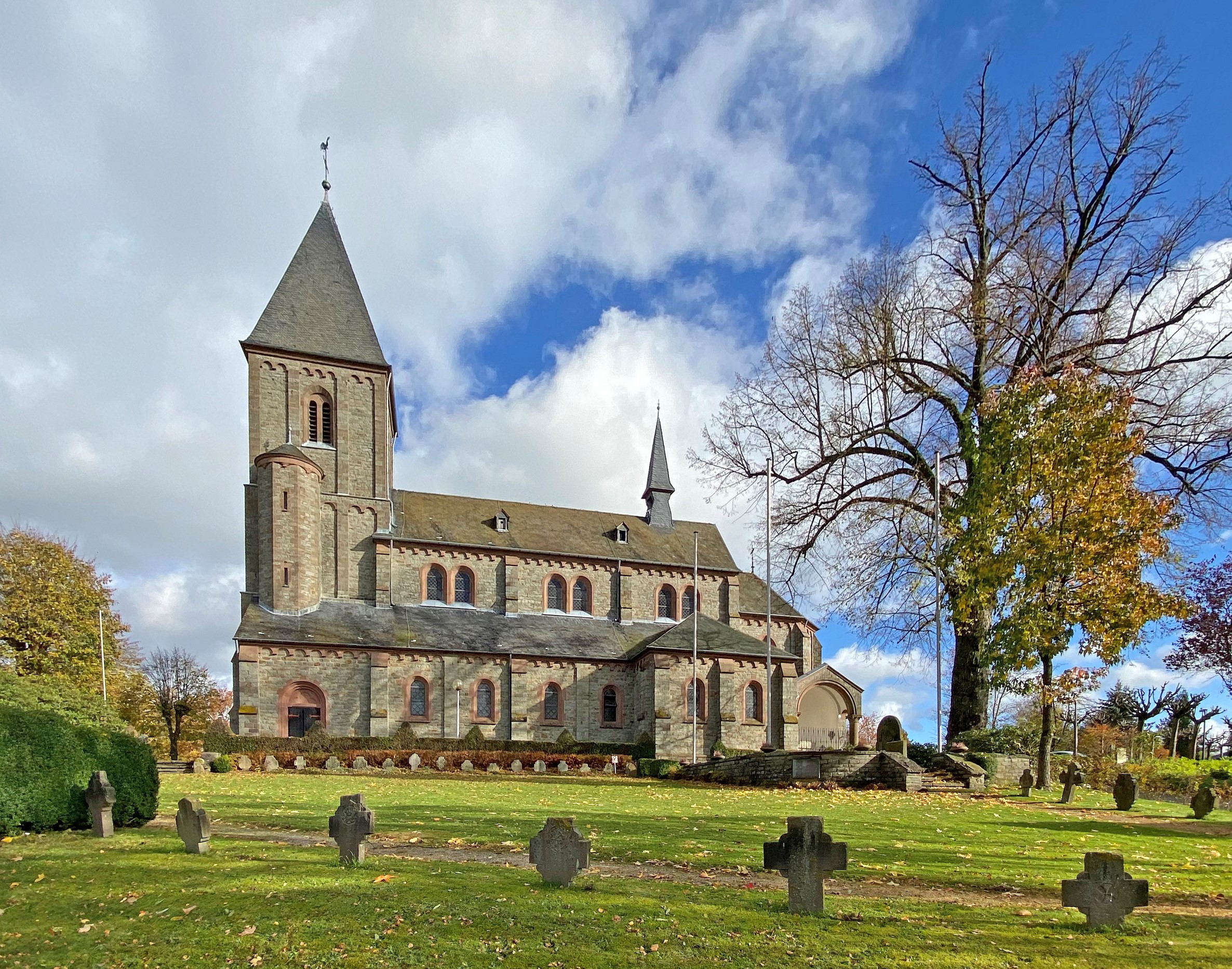
Kath. Pfarrkirche St. Clemens Wipperfeld
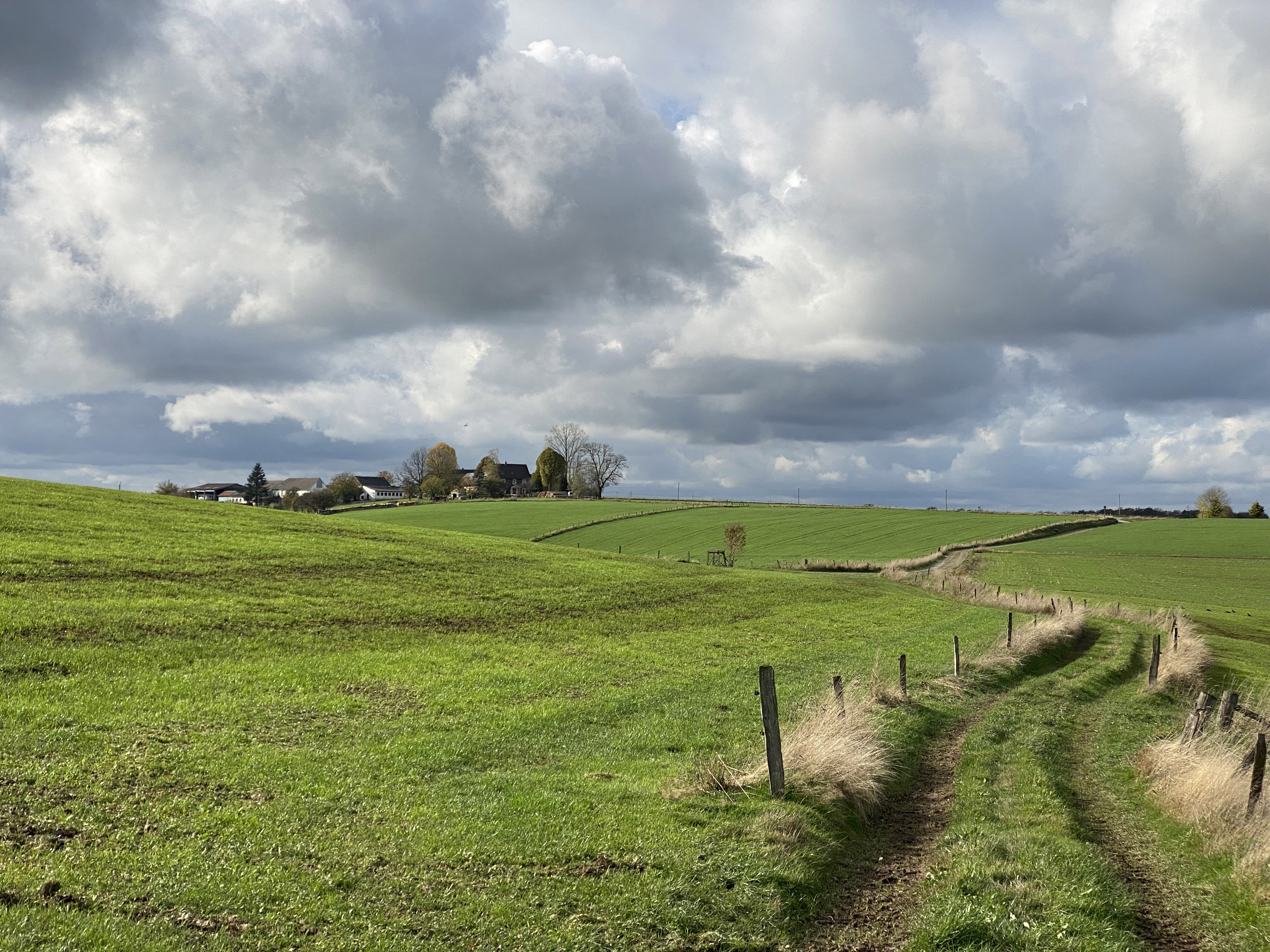
Wanderweg östl. Isenburg